# Морской вокзал (Владивосток)
Морской вокзал — вокзальный комплекс в центральном районе города Владивостока. Построен в 1959—1964 годах. Автор проекта — архитектор П. И. Бронников. Историческое здание на Нижнепортовой улице, 1 сегодня является объектом культурного наследия Российской Федерации. Примыкает к железнодорожному вокзалу Владивостока.

## История
Здание возведено в 1959—1964 годах по проекту архитектора П. И. Бронникова. Раньше на этом месте располагался каменный склад таможенных грузов постройки 1901 года. Стены цокольной части старого склада были использованы для создания на уровне борта морских судов платформы, на которой и была возведена новая постройка. Морской вокзал в своё время был крупнейшим в СССР на Тихоокеанском побережье. Он расположен на берегу бухты Золотой Рог и представляет собой целый комплекс, включающий непосредственно здание вокзала, а также причальный участок порта и виадук, связывающий вокзал с Вокзальной площадью.
Вокзал был значительно перестроен в 1990-е и 2000-е годы и потерял свой исторический архитектурный вид.

## Галерея

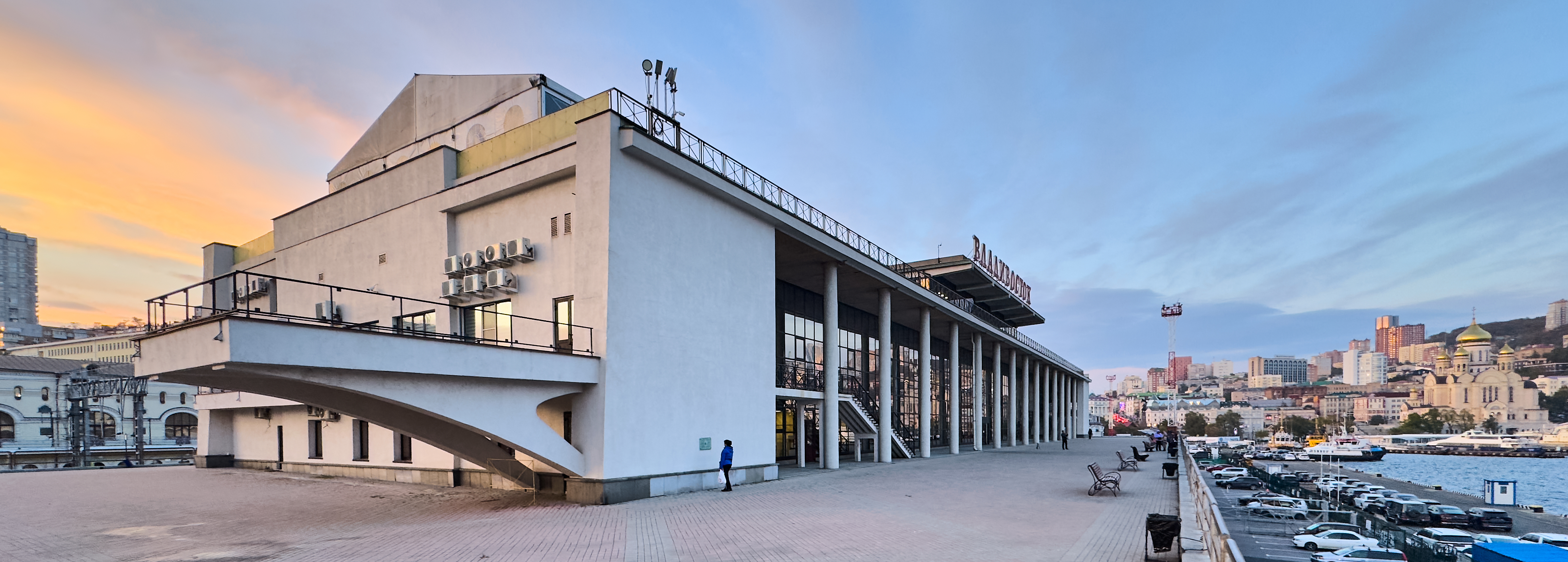
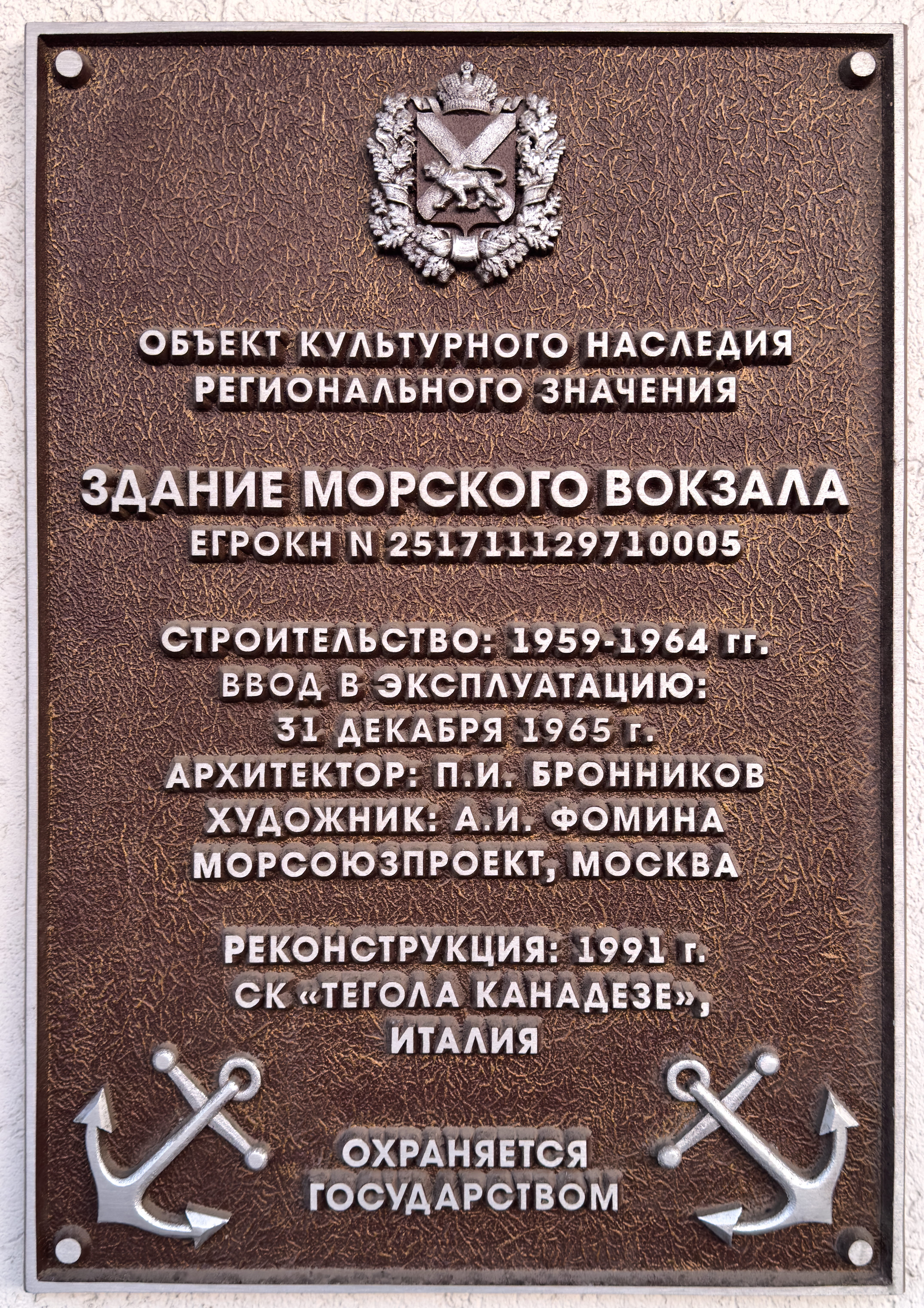
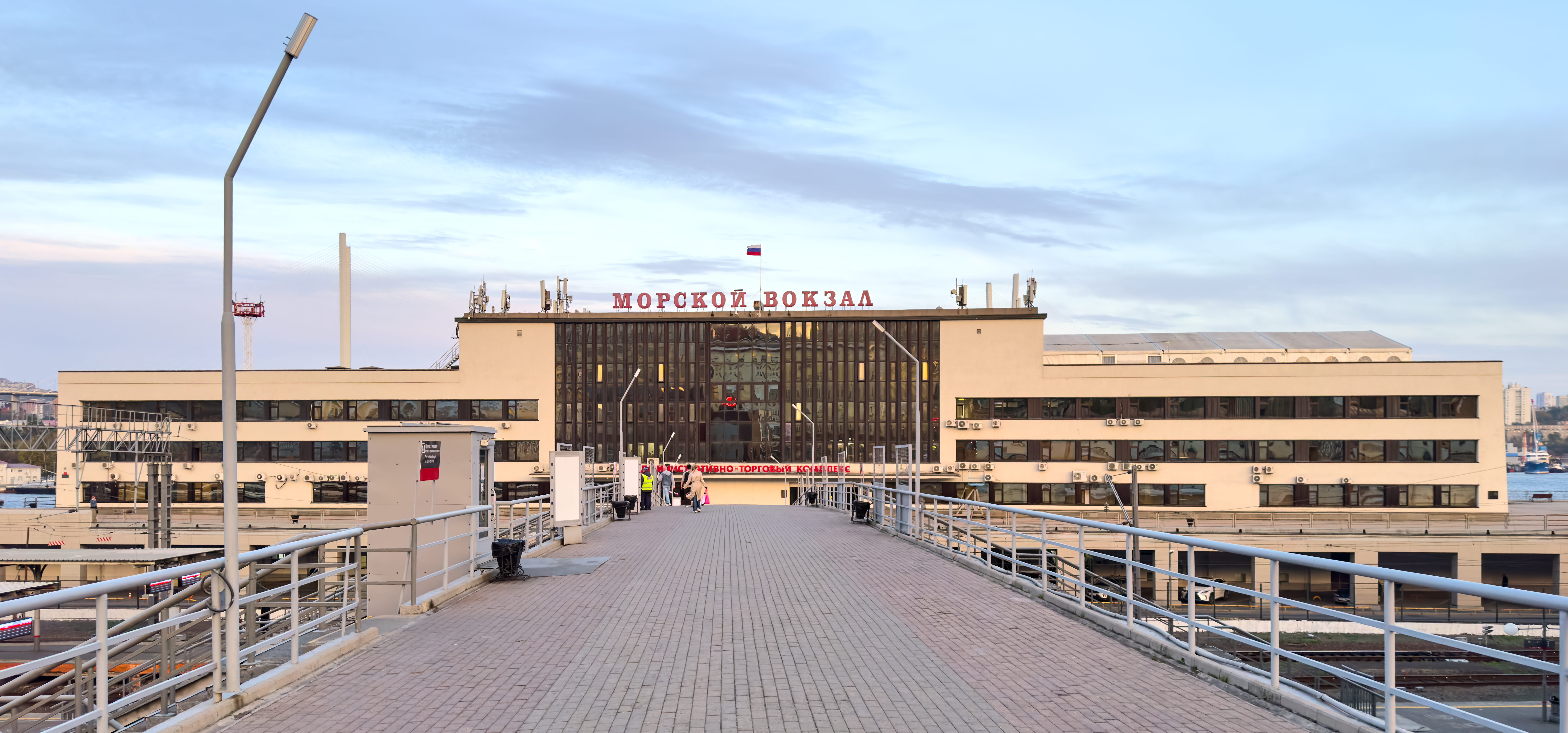
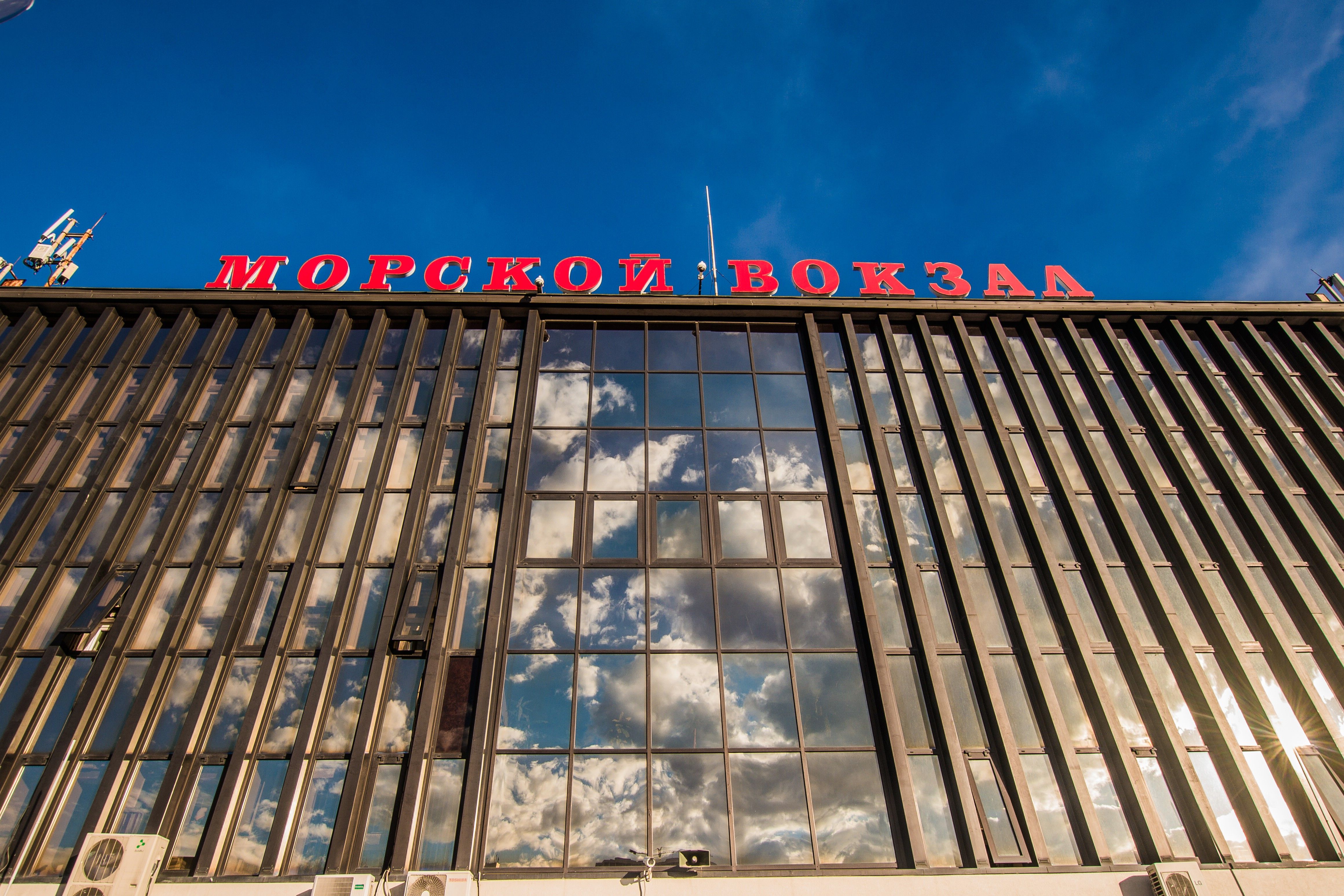

## Архитектура
В здании была отражена художественная концепция советской архитектуры начала 1960-х годов. Оно выстроено в стиле советского архитектурного модернизма. Имеет прямоугольные очертания в плане, каркасное конструктивное решение и упрощённую параллелепипедовидную форму. Морской фасад имеет решение в виде сплошного стеклянного витража, крышу над которым поддерживает колоннада из 14 тонких цилиндрических колонн. Изнутри к витражу примыкает анфилада двухсветных залов ожидания, визуально связанных с акваторией залива. Фасад, обращённый к Вокзальной площади, имеет симметричное трёхчастное членение, в котором художественными средствами выявлено функциональное построение здания. Полосы ленточных окон в крыльях и витраж с вертикальным членением в средней части этого фасада соответствуют размещению основных групп служебных помещений, вестибюля с главной лестницей, ресторана. Благодаря скошению стен торцевых фасадов, балконам антресолей, напоминающих крылья капитанского мостика судна, надстройке зала ресторана на плоской крыше здание по силуэту напоминает пассажирский лайнер.

## Международное сообщение
- Владивосток — Тонхэ — Сакаиминато